# Antho anisotyla
Antho anisotyla är en svampdjursart som först beskrevs av Claude Lévi 1960.  Antho anisotyla ingår i släktet Antho och familjen Microcionidae. Inga underarter finns listade i Catalogue of Life.